# Karl Schmidt-Rottluff
Karl Schmidt-Rottluff (n. 1 decembrie 1884, Rottluff⁠(d), Regatul Saxoniei, Imperiul German – d. 10 august 1976, Berlinul Occidental, Germania sub ocupație aliată) a fost un pictor german, exponent al expresionismului și al expresionismului german, membru fondator al mișcării artistice Die Brücke.

## Biografie
Karl Schmidt-Rottluff s-a născut la 1 decembrie 1884 la Rottluff, lângă Chemnitz. Tatăl său era morar. După examenul de maturitate la gimnaziul cu profil umanist din Chemnitz, în anul 1905, Karl pleacă la Dresda să studieze architectura. Aici îi cunoaște pe Ernst Ludwig Kirchner, Fritz Bleyl și Erich Heckel, toți pasionați de desen, pictură și poezie. Cei patru tineri formează gruparea artistică „Die Brücke”. Numele îl propune Karl Schmidt, mare admirator al lui Nietzsche. Cuvântul Brücke (germ.: punte) provine din introducerea operei lui Nietzsche "Also sprach Zarathustra" („Așa grăit-a Zarathustra”): „Iată ce este mare într-un om: faptul că reprezintă o punte, nu un scop”. 
În anul următor, Karl Schmidt renunță definitiv la arhitectură pentru a deveni pictor. Se hotărăște din acel moment să se numească Schmidt-Rottluff. Tânărul pictor va reuși să-l convingă pe Emil Nolde să adere la „Die Brücke”. În pofida angajamentului său în favoarea mișcării, Schmidt-Rottluff va rămâne oarecum la marginea grupului, participând foarte rar la activitățile comune. Preferă satul și apropierea Mării Baltice. Verile dintre 1907 și 1912 le petrece împreună cu Heckel la Dangast, în provincia Oldenburg.
În anul 1911 se stabilește la Berlin; prima lui expoziție individuală va avea loc la Hamburg, în anul 1912. În timpul primului război mondial va lupta pe frontul rusesc. În anul 1918, Schmidt-Rottluff se căsătorește la Berlin cu Emy Frisch. În timpul regimului nazist, pictura sa este considerată drept „artă degenerată”; la expoziția „Arta degenerată” sunt expuse peste 50 din tablourile sale, alături de operele altor pictori încadrați în aceiași categorie. 
În pictura sa folosește o pastă abundentă, distribuită în pete mari. Peisajele (Vară, 1913; Pădure, 1921) sunt animate de contraste violente, culorile intense și luminoase provocând un șoc vizual necesar descărcării tensiunii afective și spirituale din structura imaginii.
După sfârșitul războiului, între anii 1947-1954, ține cursuri la "Hochschule für bildende Kunst" din Berlin. În anul 1961, i se decernează „Premiul artistic” al orașului München. În 1967 participă la inaugurarea muzeului „Die Brücke” la Berlin. 
După moartea soției sale în anul 1975, Schmidt-Rotluff se îmbolnăvește grav. Moare la 10 august 1976 la Berlin. 